# Hopkinton (condado de Middlesex)
Hopkinton es un lugar designado por el censo ubicado en el condado de Middlesex en el estado estadounidense de Massachusetts. En el Censo de 2010 tenía una población de 2550 habitantes y una densidad poblacional de 641,41 personas por km².

## Geografía
Hopkinton se encuentra ubicado en las coordenadas 42°13′32″N 71°31′27″O / 42.22556, -71.52417. Según la Oficina del Censo de los Estados Unidos, Hopkinton tiene una superficie total de 3.98 km², de la cual 3.97 km² corresponden a tierra firme y (0.2%) 0.01 km² es agua.

## Demografía
Según el censo de 2010, había 2550 personas residiendo en Hopkinton. La densidad de población era de 641,41 hab./km². De los 2550 habitantes, Hopkinton estaba compuesto por el 94.55% blancos, el 0.94% eran afroamericanos, el 0.12% eran amerindios, el 3.06% eran asiáticos, el 0% eran isleños del Pacífico, el 0.27% eran de otras razas y el 1.06% pertenecían a dos o más razas. Del total de la población el 2.27% eran hispanos o latinos de cualquier raza.